# Liou Fu-tchung
Liou Fu-tchung (čínsky pchin-jinem Liú Fútōng, znaky 劉福通; 1321?–1363 nebo 1367?) byl čínský náboženský vůdce, představitel sekty Bílého lotosu, jeden z vůdců severní větve povstání rudých turbanů, od roku 1355 do konce života první ministr povstalecké říše Sung.

## Život
Liou Fu-tchung patřil k důležitým postavám severní větve Bílého lotosu, která připravovala povstání rudých turbanů v jižním Che-nanu a severním An-chueji. Svůj původ odvozoval od slavného sungského generála Liou Kuang-š’a (1089–1142).
Po zatčení Chan Šan-tchunga v květnu 1351 převzal vedení hnutí a vedl vypuknuvší povstání. Vzpoura zasáhla značné území, nezávisle povstaly i jižní rudé turbany v Che-peji a Ťiang-si. V letech 1352–1355 vojska jüanské vlády vedená prvním ministrem Togtem rebely opakovaně rozprášila a téměř zničila. Po Togtově odvolání v lednu 1355 ale vzbouřenci nabrali novou sílu, v březnu 1355 vyhlásili na osvobozeném území říši Sung v čele s císařem Chan Lin-erem a prvním ministrem Tu Cun-taem. Liou Fu-tchung téhož roku Tua zavraždil a zaujal jeho místo.
Byl schopným ideologem, což společně s postavou císaře, údajného potomka sungské dynastie přispělo k relativní soudržnosti hnutí a vážnosti sungské vlády. Ale byl slabým stratégem i administrátorem. Sungské centrální úřady vedené Liou Fu-tchungem byly sice početné, ale jejich výkonnost zůstávala nízká.
Pro jeho válečnou strategii byly typické nájezdy do hloubi nepřátelského území, které však nevedly k trvalým územním ziskům a navíc způsobovaly rozptýlení sil, kterých se následně nedostávalo v kritických momentech války. První sérii nájezdů inicioval roku 1356, druhou po dobytí Pien-liangu (dnes Kchaj-feng) roku 1358. Sungské oddíly se probojovaly na západ do Šen-si, na severu vypálily jüanské letní hlavní město Šang-tu, na východě dospěly až k korejskému Pchjongjangu. V důsledku rozptýlení sil se sungská vláda v Pien-liangu v září 1359 nebyla schopna ubránit útoku Čagan Temüra, její armáda byla rozbita a ona sama byla nucena ustoupit do An-fengu v severozápadním An-chueji. Poté už Liou Fu-tchung nebyl schopen aktivně zasahovat do dění v Číně.
S císařem a malou skupinou stoupenců přežíval v An-fengu do roku 1363, kdy na ně zaútočila armáda Čang Š’-čchenga. Císaře Chan Lin-era zachránil zásah vojsk Ču Jüan-čanga, formálně se hlásícího k podřízenosti sungskému vládci. Chan Lin-er byl poté fakticky Ču Jüan-čangovým zajatcem. Liou Fu-tchung zahynul buď v bojích roku 1363, nebo se utopil současně s Chan Lin-erem ve vodách Jang-c’-ťiang začátkem roku 1367.